# توني كيلي (سياسي)
توني كيلي (بالإنجليزية: Tony Kelly)‏ هو سياسي أسترالي، ولد في 25 أغسطس 1948. حزبياً، نشط في حزب العمال الأسترالي. وقد انتخب عضو المجلس التشريعي نيو ساوث ويلز.